# Marc Vincent
Marc Vincent, né le 8 novembre 1946 à Morlaix, est un auteur-compositeur-interprète français ou, comme il se plaît à le dire lui-même, « chantauteur » (de l’italien Cantautore).

## Biographie
Issu d’une famille de musiciens, Marc Vincent grandit dans un milieu baigné de musique et de chanson (Georges Brassens, Pierre Louki, Anne Sylvestre, Félix Leclerc…). Sa venue à Paris en 1965 pour y étudier à la faculté des sciences lui donne l’opportunité de s’inscrire, le mardi 26 octobre, au Petit Conservatoire de Mireille  et de suivre des cours d’art dramatique. En 1967, il choisit (le 21 janvier) définitivement la chanson et se produit dans les cabarets de la Rive Gauche (La Chanson Galande, La Mendigote, L'Écluse, Le Cheval d'Or, Le Cabaret d’Art et d’Essai).
En 1967, Marc Vincent est sélectionné pour participer, sur les ondes de France Inter, puis en tournée, à l'émission de Luc Bérimont "La Fine Fleur de la Chanson Française". Il fait ainsi connaître à un auditoire national ses chansons dans lesquelles se révèle un humour original, chansons émaillées de fins jeux de mots comme "une quille dans un jeu de chiens". C'est l'occasion de la sortie du premier 33 tours intitulé Opus 15 à la Boîte à Musique (Disques Alvarès) avec 12 chansons.
Au dos de la pochette de ce disque, paru en 1971, Armand Lanoux de l'Académie Goncourt écrit de lui : « Descendant naturel de Charles Cros, de Max Jacob, de Robert Desnos et de Paul Fort, cocasse, gentil au sens médiéval, Marc Vincent, troubadour en chandail rouge et barbe noire s'en va de maison de jeunes en maison de jeunes, d'un cabaret rive gauche à la Fine Fleur de la Chanson, chez Luc Bérimont. Marc Vincent a le charme que doit posséder celui qui voyage avec une guitare pour valise. »
Puis il décide de quitter Paris et d’arpenter la France. À partir de 1981, ses tournées le conduisent à l’étranger où il chante régulièrement dans les Alliances françaises et établissements où le français est enseigné. Il se produit, au cours de sa carrière, dans près de cinquante pays, de Hawaï à Hong Kong, en passant par la Colombie, l’Ukraine, l'Égypte, la Syrie, le Liban,, les Émirats, l’Inde…

## Discographie
Au cours de sa carrière, Marc Vincent met en musique et interprète, en s’accompagnant à la guitare, plus de deux cents de ses textes. Il enregistre onze albums entre 1971 et 1997 :
- Pour adultes
  - 1971 : Opus 15 (CD en 1994) (BNF 37767534)
  - 1975 : Hauts-de-Seine (CD en 1988) (BNF 37922295)
  - 1979 : De Charybde en Sheila (CD en 1988) (BNF 37922297)
  - 1983 : Le tube de l'été (CD en 1994) (BNF 38097066)
  - 1985 : Chansons d’un adolescent (CD en 1994) (BNF 38115411)
  - 1991 : Merci (CD en 1994) (BNF 38266069)
  - 1997 : Bretagne est poésie (CD en 2003) (BNF 38540145)

En 1988, les albums De Charybde en Sheila et Hauts-de-Seine sont regroupés dans un même CD : Histoire de vin. (BNF 38266695)
En 1991, les albums Merci et Le tube de l’été sont regroupés dans un même CD : Vingt ans déjà. (BNF 38266898)
En 1994, les albums Opus 15 et Chansons d’un adolescent sont regroupés dans un même CD : On a volé mon antivol. (BNF 38266690)
En 2003, l’album Bretagne est poésie sort en CD. (BNF 41214317)
- Pour enfants
  - 1977 : Chansons pour toute la famille (CD en 1992 – face B – et 1994 – face A) (BNF 37922296)
  - 1981 : La journée du petit Alexandre (CD en 1994) (BNF 37922298)
  - 1987 : Au pays de Coralie (CD en 1992) (BNF 38132282)
  - 1995 : Paul, que fais-tu ? (CD en 1995 également) (BNF 38351574)

En 1992, les albums Au pays de Coralie et Chansons pour toute la famille (face B) sont regroupés dans un même CD. (BNF 38266902)
En 1994, les albums La journée du petit Alexandre et Chansons pour toute la famille (face A) sont regroupés dans un même CD. (BNF 38267266)

### Les citations musicales
Bien qu'écrivant ses mélodies, Marc Vincent s'inspire, dans quelques-uns de ses titres, d’autres compositeurs : Marche Nuptiale de Felix Mendelssohn dans Françoise ou Sophie, Rêves d’amour de Franz Liszt dans L’ado, Les petites marionnettes dans Le joli flocon de neige, Let's go (pony) ! (1962) de Lanny Duncan dans Ce n'est qu'un début...

### Écrits de Marc Vincent
- Pour adultes
  - Marc Vincent, Guide Mots Passants, Saint-Malo, Nouvel Envol, 2004, 62 p. (ISBN 2-915697-03-5) (BNF 39287135)
  - Marc Vincent, Quand on écrit dix fées ramant, Paris, L'Harmattan, 2012 (ISBN 978-2-296-49117-5) (BNF 42679921)
  - Marc Vincent, Le vieil art : ana, perles..., Paris, L'Harmattan, 2014, 112 p. (ISBN 978-2-336-33625-1, lire en ligne) (BNF 43752677)
  - Christian Stalla et Marc Vincent, Alphabet de la musique, Saint-Malo, Marc Vincent, 2015, 64 p. (ISBN 978-2-9504756-2-6)[8] (BNF 44412720)
  - Marc Vincent (trad. du japonais), Dieu sait zou !, Paris, L'Harmattan, 2017, 99 p. (ISBN 978-2-343-11969-4) (BNF 45266255)
  - Mathurin Méheut et Marc Vincent, Alphabet des animaux, Saint-Malo, Marc Vincent, 2018, 65 p. (ISBN 978-2-9504756-3-3) (BNF 45533370)
  - Christian Stalla et Marc Vincent, Cabarets : du Chat noir à l'Écluse, 2018 (ISBN 978-2-9504756-4-0)
  - Christian Stalla et Marc Vincent, Le petit monde de Brassens, 2020 (ISBN 978-2-9504756-5-7)
  - Christian Stalla et Marc Vincent, Chefs-d'œuvre revisités, 2022 (ISBN 978-2-9504756-6-4)
- Pour enfants
  - Marc Vincent, La planète Fadidouda, Saint-Malo, Disques Merlin, 1982 (ISBN 2-9504756-0-4) (BNF 35077965)
  - Marc Vincent, Les Contes de chez moi et des autres planètes, Saint-Malo, Disques Merlin, 1990 (ISBN 2-9504756-1-2) (BNF 35077964)

### Biographie
- Bruno Daguebone, Marc Vincent chantauteur (1946-1983), Paris, L’Harmattan, 2011, 224 p. (ISBN 978-2-296-54735-3) (BNF 42446237)
- Bruno Daguebone, Marc Vincent chantauteur (1984-2020), Paris, L’Harmattan, 2012, 221 p. (ISBN 978-2-296-96855-4) (BNF 42690782)

## Marc Vincent à l’écran
Entre 1966 et 1994, Marc Vincent passe à la télévision française sur des chaînes nationales et régionales, entre autres dans l’émission du Petit Conservatoire (1966), le télé-crochet Le jeu de la chance (1966), une émission spéciale pour Noël sur FR3 Bretagne (1976), la séquence Discopuce de Récré A2 (1979), Les Jeux de 20 heures (1980), l’émission Top à l’Ouest sur FR3 Bretagne (1990), La Chance aux chansons de Pascal Sevran (1994). Il apparaît également dans le DVD Lafesse refait le trottoir où le célèbre humoriste n’hésite pas à lui "cirer les pompes" !
Outre ses passages en-chantés à la télévision, il apparaît comme figurant dans des films et téléfilms, notamment dans Les Enquêtes du commissaire Maigret entre 1967 et 1969, la mini-série Entre terre et mer d’Hervé Baslé en 1997, l'adaptation du roman Mon frère Yves (de Pierre Loti) par Patrick Poivre d’Arvor en 2012, et Sales gosses de Frédéric Quiring (sorti le mercredi 19 juillet 2017).